# Увайсия
Увайсия или накшбандия-увайсия — суфийский тарикат распространённый в Пакистане, ветвь тариката накшбандия основанного Бахауддином Накшбандом (ум. 1389) в Центральной Азии.
Последователи этого тариката считают, что он появился в Индии вместе с основной ветвью накшбандия-муджаддидия, основанной в XVII веке последователями шейха Ахмада Сирхинди (1556—1606) продолжившим ахрарийской традиции накшбандийа.
Характерной особенностью тариката являются: тихий (хафи, кальби) зикр, метод духовной связи (нисбат) увайси, то есть без физического присутствия шейха, представление о том, что присяга верности (беят) при вступлении в тарикат приносится непосредственно пророку Мухаммаду (рухани баят). Последователи тариката накшбандия-увайсия принадлежат к ветви ислама именуемой деобанди, которая характеризуется строгим следованием предписаниям шариата и критическим отношением к нововведениям бида.
Современная история тариката связана с деятельностью шейха Аллах Яр Хана (1904—1984), который был известным факихом своего времени.
Духовным наставником Аллах Яр Хана был шейх Абдур Рахим, считается он также установил духовный контакт с известным индийским шейхом XVI столетия Алла ад-Дином Мадни. Его перу принадлежат работы по исламскому праву и суфизму.
В настоящее время шейхом тариката является Мухаммад Акрам Аван (р. 1934). Он автор тафсира и ряда работ по практическому суфизму, сборников поэзии.
Силсила накшбандия-увайсия:
Пророк Мухаммад
Абу Бакр;
Хасан аль-Басри;
Дауд ат-Таи;
Джунайд аль-Багдади;
Ходжа Ахрар;
Абдуррахман Джами;
Абу Аюб Мухаммад Салих;
Алла ад-Дин Мадни;
Абдур Рахим;
Аллах Яр Хан;
Мухаммад Акрам Аван
Центр тариката Дар-уль-Ирфан расположен в г. Мунара, район Чакваль, провинция Пенджаб. Поскольку основой тариката является нисбат увайси, это позволяет проводить ежедневный коллективный зикр в интернете, доступный для всех мусульман.